# Лісець-Великий
Лісець-Великий (пол. Lisiec Wielki) — село в Польщі, у гміні Старе Място Конінського повіту Великопольського воєводства.
Населення — 773 особи (2011).
У 1975-1998 роках село належало до Конінського воєводства.

## Демографія
Демографічна структура станом на 31 березня 2011 року:
|          | Загалом | Допрацездатний вік | Працездатний вік | Постпрацездатний вік |
| -------- | ------- | ------------------ | ---------------- | -------------------- |
| Чоловіки | 398     | 94                 | 268              | 36                   |
| Жінки    | 375     | 81                 | 233              | 61                   |
| Разом    | 773     | 175                | 501              | 97                   |